# Superfast IV
Le Superfast IV (en grec : Σουπερφαστ IV, Souperfast IV) est un ferry rapide appartenant à la compagnie grecque Superfast Ferries. Construit pour la compagnie ANEK Lines entre 2000 et 2001 aux chantiers suédois Shipyard Brucen de Landskrona et achevé aux chantiers norvégiens Fosen Mekaniske Verksteder de Rissa, il est alors baptisé Hellenic Spirit (en grec : Ελλένικ Σπίριτ, Ellénik Spírit) et entre en service en mai 2001 sur les liaisons entre la Grèce et l'Italie. Transféré dans la flotte de Superfast en 2025 à la suite du rachat d'ANEK par le groupe Attica, il conservera son affectation principale en mer Adriatique, mais sous le nom de Superfast IV. 

## Histoire

### Origines et construction
À la fin des années 1990, les lignes maritimes reliant la Grèce et l'Italie sont largement dominées par les compagnies Superfast Ferries et Minoan Lines. Depuis 1995 et l'arrivée de Superfast et de ses deux navires rapides, les deux armateurs se livrent une véritable course à la vitesse qui se caractérise par la mise en service successive d'unités imposantes et capables de transporter un grand nombre de passagers à des vitesses d'environ 27 nœuds. De son côté, la compagnie crétoise ANEK Lines, concurrent historique de Minoan Lines sur les lignes greco-italiennes, se retrouve très désavantagée face à cette nouvelle tournure. Malgré une flotte performante, renforcée en 1997 avec l'arrivée des jumeaux Kriti I et Kriti II, et comptant notamment le gigantesque ferry El. Venizelos, ANEK Lines ne parvient pas à s'imposer sur le plan de la vitesse, principal atout de ses rivaux. C'est cette situation qui va encourager la compagnie crétoise à passer commande de deux navires rapides jumeaux présentant des caractéristiques similaires à celles des unités de Superfast et de Minoan.
Baptisés dans un premier temps Kriti III et Kriti IV, les futurs navires sont commandés au constructeur suédois Shipyard Brucen qui a conçu et réalisé les navires rapide de Minoan Lines quelques années auparavant. Les futures unités d'ANEK Lines s'en inspireront largement. Ainsi, leur conception fait état d'une version plus aboutie des jumeaux Ikarus et Pasiphae avec une apparence similaire et une disposition quasi identique des installations. Quelques différences apparaîtront toutefois, telles que les sabords et des ouïes latérales qui arborent un aspect plus circulaire mais aussi le choix d'un appareil propulsif plus puissant, nécessaire afin de garantir une vitesse de 27 nœuds. Malgré une conception plus orientée sur le modèle du navire mixte, ce seront les capacités passagère et véhicule qui primeront au détriment de celle du fret, limitée à seulement 90 remorques, ce qui est très faible au regard de la surface consacrée au garage.
La construction du second navire, alors baptisé Kriti IV, débute à Landskrona le 18 avril 2000. Lancé quelques mois plus tard le 31 août, il est ensuite conduit aux chantiers Fosen Mekaniske Verksteder de Rissa, en Norvège, où s'effectuent les travaux de finitions durant lesquels il est rebaptisé Olympic Spirit. Le nom du navire sera toutefois changé en Hellenic Spirit peu avant sa livraison en raison du veto du Comité international olympique, détenteurs des droits du préfixe Olympic. Après un peu plus de huit mois de travaux, le navire est livré à ANEK Lines le 7 mai 2001.

### Service
Après avoir gagné la Grèce après avoir quitté la Norvège, l‘Hellenic Spirit entre en service le 18 mai 2001 entre Patras, Igoumenitsa et Ancône. Il rejoint son jumeau l‘Olympic Champion, mis en service en novembre 2000.
En février 2011, le navire, à l'instar de plusieurs autres unités de la flotte, est affrété par le gouvernement chinois afin d'évacuer leurs ressortissants présents en Libye alors en proie à une violente guerre civile. L‘Hellenic Spirit réalise dans ce cadre plusieurs voyages entre Benghazi et Héraklion entre le 22 février et le 3 mars, conjointement avec son sister-ship, permettant l'évacuation de 4 500 travailleurs chinois débarqués en Grèce afin qu'ils puissent regagner la Chine par avion.
En décembre 2023, ANEK Lines est rachetée par le groupe Attica, propriétaire, entre autres, de la compagnie Superfast Ferries. Ce changement dans l'actionnariat va alors entrainer quelques changements au niveau des plans de flottes des différentes compagnies détenues par le groupe, prévoyant notamment l'éviction à terme d'ANEK des lignes de l'Adriatique et par conséquent le transfert des jumeaux Olympic Champion et Hellenic Spirit sous les couleurs de Superfast. L’Olympic Champion est le premier à rejoindre la flotte de la compagnie aux bateaux rouges dès le mois de février 2024 tandis que l’Hellenic Spirit reste exploité sous les couleurs d'ANEK. Celui-ci intègre finalement la flotte de Superfast un an plus tard, en février 2025, à l'occasion d'un arrêt technique durant lequel le navire voit, tout comme son sister-ship, sa coque repeinte en rouge et des bandes noires ajoutées le long des ponts 8 et 9. Une modification supplémentaire est cependant effectuée à bord, consistant en l'ajout de scrubbers au niveau de la cheminée afin de réduire les émissions de soufre du ferry et ainsi se conformer aux nouvelles normes internationales. 

## Aménagements
Le Superfast IV possède 11 ponts. Si le navire s'étend en réalité sur 12 ponts, l'un d'entre eux est inexistant au niveau des garages pour permettre au navire de transporter du fret. Les locaux des passagers se situent sur les ponts 6, 7, 8, 9 et 10 tandis que ceux de l'équipages occupent le pont 11. Les ponts 2, 3, 4 et 6 abritent quant à eux les garages.

### Locaux communs
Conçu pour de longues traversées, le Superfast IV possède de confortables installations parmi lesquelles se trouvent, majoritairement sur le pont 9, un bar-salon situé au milieu du côté bâbord, un restaurant situé à l'avant bâbord, un self-service à l'avant tribord, un espace de restauration rapide à la poupe, un bar-piscine à proximité, une galerie marchande ainsi qu'une discothèque sur le pont 10.

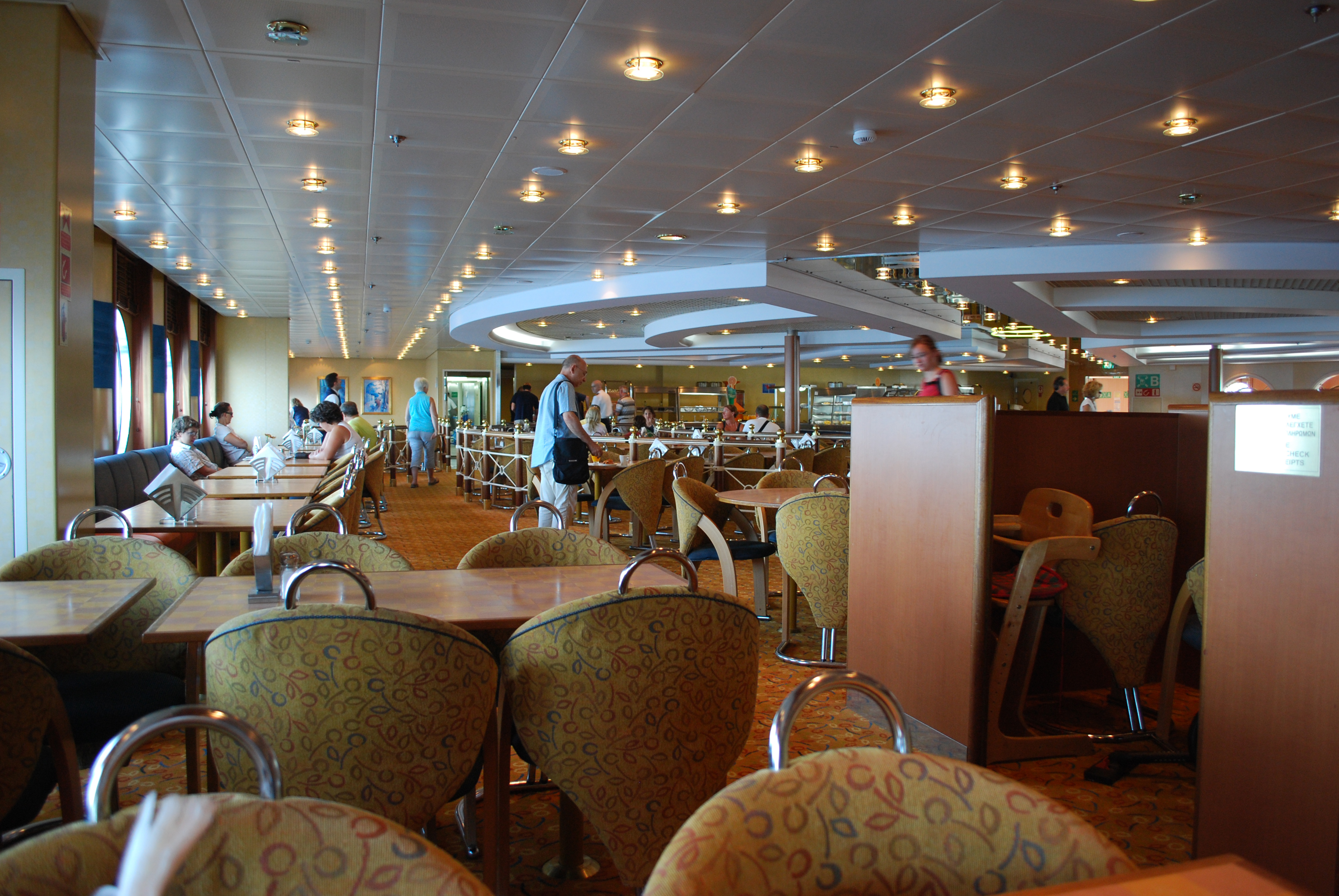
Restaurant self-service situé sur le pont 9 avant.
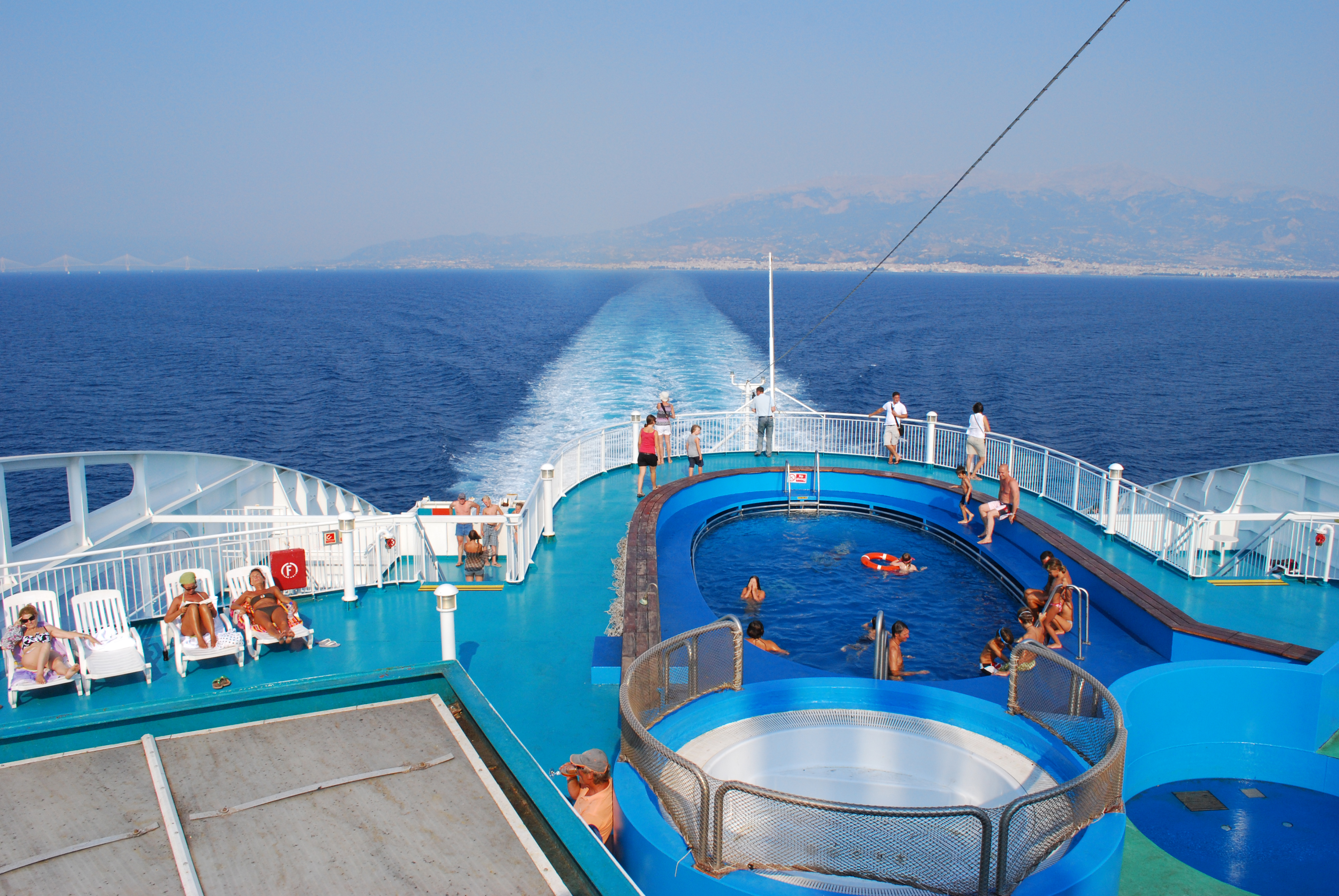
Piscine extérieure située à l'arrière du navire sur le pont 9.

### Cabines
Le Superfast IV dispose de 808 couchettes réparties dans une centaine de cabines privatives situées majoritairement sur les pont 6, 7, 8 et 10, vers l'avant du navire. Internes ou externes, elles peuvent loger jusqu'à quatre personnes et sont toutes pourvues de sanitaires privés avec douche, WC et lavabo. Certaines d'entre elles sont des suites situées au pont 10. À l'arrière du pont 8, un salon fauteuils est aussi présent.

## Caractéristiques
Le Superfast IV mesure 204,65 mètres de long pour 26,12 mètres de large, son tirant d'eau est de 6,75 mètres et sa jauge brute est de 32 694 UMS. Le navire peut embarquer 1 850 passagers et possède un garage de 2 200 mètres linéaires de roulage pouvant contenir 654 véhicules et accessible par deux portes-rampes arrières. Il possède quatre moteurs diesel Wärtsilä-NSD 12V46C développant une capacité de 50 400 kW entraînant deux à pas variable faisant filer le bâtiment à plus de 27 nœuds. Le navire est aussi doté de deux propulseurs d’étrave et d'un stabilisateur anti-roulis à deux ailerons rétractables. Le navire est pourvu de quatre embarcations de sauvetages fermées de grande taille, complétées par une embarcation semi-rigide ainsi que de nombreux radeaux pneumatiques.

## Lignes desservies

Itinéraire habituel du Superfast IV

Depuis sa mise en service, le Superfast IV navigue essentiellement entre la Grèce et l'Italie sur la liaison Patras - Igoumenitsa - Ancône. Sa vitesse lui permet d'assurer la traversée en seulement 15 heures. D'abord exploité par ANEK Lines, il naviguera à partir de 2025 pour le compte de Superfast Ferries.